# مقاطعة بافلو (داكوتا الجنوبية)
بافلو (بالإنجليزية: Buffalo)‏ هي إحدى مقاطعات ولاية داكوتا الجنوبية في الولايات المتحدة الأمريكية.